# Institut universitaire professionnalisé
Pour les articles homonymes, voir IUP (homonymie).
Un institut universitaire professionnalisé (IUP) est une composante d'une université française, ayant existé du début des années 1990 au milieu des années 2000 et qui assurait une formation à caractère technologique et professionnel. Ils ont été créés en 1992 par Claude Allègre alors ministre de l’Éducation nationale, sur proposition d'un groupe de travail animé par la rectrice Nicole Belloubet et par Daniel Bloch, directeur des enseignements supérieurs. La durée de préparation du diplôme était de quatre ans. Il a été supprimé en 2004 dans le cadre de la mise en place du système Licence/Master/Doctorat à visibilité européenne. Le master à caractère professionnel, préparé en cinq ans, a pris alors sa suite.

## Historique

### Création
En janvier 1992 sont créés d’une part le titre d’« ingénieur-maître », et les instituts universitaires professionnalisés d’autre part. Ce sont des instituts internes aux universités. Chaque année de formation dans un institut universitaire professionnalisé donne lieu, après validation, à la délivrance d'un diplôme national. La formation reçue par l'étudiant doit comprendre la pratique de deux langues vivantes étrangères et une initiation à la recherche. Elle est organisée en milieu professionnel pour un tiers de sa durée. La moitié de la formation doit être dispensée ou encadrée par des intervenants exerçant leur activité professionnelle hors d'un établissement d'enseignement supérieur dans un domaine lié à la spécialité du titre d'ingénieur-maître concerné et recrutés, notamment, comme enseignants associés ou comme chargés d'enseignement.
Les instituts universitaires professionnalisés sont reformés durant l'année 1994.
Il a existé 300 instituts en France, regroupant près de 30 000 étudiants.

## Dénominations
Selon l'arrêté du 14 août 1992, les dénominations des diplômes nationaux délivrés par les établissements d'enseignement supérieur dans le cadre des instituts universitaires professionnalisés sont les suivantes :
- Aménagement et développement territorial
- Génie électrique et informatique industrielle
- Génie mathématique et informatique
- Génie civil et infrastructures
- Génie mécanique
- Génie des matériaux
- Génie chimique
- Génie de l'environnement
- Génie des systèmes industriels
- Ingénierie de la santé
- Ingénierie de l'information et de la communication
- Ingénierie de la banque, de la finance et de l'assurance
- Ingénierie du transport, de l'hôtellerie et du tourisme
- Ingénierie du management
- Ingénierie du commerce et de la vente
- Ingénierie économique.

Ils peuvent en outre délivrer des diplômes nationaux avec les dénominations : méthodes d'informatique appliquées à la gestion des entreprises ; sciences de gestion. L'intitulé du titre d'ingénieur-maître est identique à la dénomination nationale des diplômes.

## Déroulement des études
Avant la réforme Licence-Master-Doctorat, l'IUP était un cycle de trois années, qui commençait un an après le baccalauréat.
Selon l'arrêté du 31 mars 1992, à la fin de chacune des années de formation, l'étudiant admis recevait un diplôme : DEUG, licence puis maîtrise de type IUP.
Parmi les étudiants ayant réussi la dernière année de maîtrise, ceux qui avaient eu des résultats suffisants pouvaient recevoir le titre d'ingénieur-maître créé en 1992.
Les formalités d'acceptation en début de cycle, et de diplôme d'ingénieur-maître en fin de cycle, variaient selon les universités.

## Particularité de cette formation
Cette formation est orientée vers le monde professionnel par la présence de nombreux stages et de cours sur le management et la gestion assurés par des acteurs du monde du travail.
Le volume horaire est important, car le programme est généralement calqué sur celui de la licence générale mais avec des matières en plus dites professionnalisantes.
Cette formation peut être considérée comme la réponse de l'université au cursus des écoles d'enseignement supérieur technique (écoles d'ingénieurs et écoles de commerces), et se veut de même excellence, ce pour permettre une meilleure insertion professionnelle des diplômés de l'université.
Le but premier de cette formation a toutefois été détourné par ses diplômés qui poursuivaient leurs études afin d’obtenir un diplôme bac + 5.